# Малерб, Сюзанна
Сюзанна Малерб (фр. Suzanne Alberte Eugénie Malherbe), также известная под псевдонимом Марсель Моор (фр. Marcel Moore, 19 июля 1892, Нант — 19 февраля 1972, Джерси) — французская художница.

## Биография
Дочь республиканца, врача и директора Медицинского училища г. Нант. Воспитывалась гувернанткой-эльзаской, с детства говорила по-немецки. Поскольку отец семейства дружил с Марселем Швобом, Сюзанна в начале 1900-х годов познакомилась с его племянницей Люси. В 1908—1909 годах они вступили в любовную связь, скрывая её до 1917 года, когда разведшийся с женой Марсель Швоб женился на овдовевшей к тому времени матери Сюзанны. Подруги сотрудничали с журналом Маяк Луары, которым руководил Швоб, и с 1910-х годов пользовались «мужскими» псевдонимами: Люси взяла имя Клод Каон, Сюзанна — Марсель Моор. В 1915—1918 годах Сюзанна училась в Школе художеств Нанта, а в 1920 году присоединилась к подруге, которая училась в парижской Сорбонне. Они работали как партнёры, Сюзанна занималась фотографией и книжной иллюстрацией, Люси много раз фотографировала её, как и саму себя, перед зеркалом, создавая двойные портреты. В 1937 году пара поселилась на Джерси. В 1940 году остров был оккупирован германской армией, и подруги примкнули к движению Сопротивления. В 1944 году они были арестованы и приговорены к смерти, но приговор не был приведён в исполнение, а затем они были освобождены союзниками. Однако в период оккупации большинство их работ погибло. Люси умерла в 1954 году, Сюзанна покончила с собой в 1972 году.

## Творчество
Совместное творчество художниц было представлено в 2005 году на большой выставке Acting Out: Claude Cahun & Marcel Moore в Беркли (), тогда же о них был снят документальный фильм Барбары Хаммер Lover Other (2005, ).